# Куянтаево
Куянтаево (баш. Ҡуянтау) — село в Бекешевском сельсовете Баймакском районе Республики Башкортостан России. Согласно переписи 2020 года население составляло 767 человек.

## География
Расположено на реке Аселе (приток реки Сакмары).

### Географическое положение
Расстояние до:
- районного центра (Баймак): 14 км,
- центра сельсовета (Бекешево): 9 км,
- ближайшей железнодорожной станции (Сибай): 59 км.

## История
Основано в 1929 году как посёлок Подсобного хозяйства Баймакского медеплавильного завода. В 1953 году зафиксировано как посёлок Участка Куянтаево, с 1960-х гг. носит современное название,  с 2005 года имеет современный статус.
Статус села посёлок приобрёл согласно Закону Республики Башкортостан от 20 июля 2005 года № 211-з «О внесении изменений в административно-территориальное устройство Республики Башкортостан в связи с образованием, объединением, упразднением и изменением статуса населенных пунктов, переносом административных центров», ст.1:

5. Изменить статус следующих населенных пунктов, установив тип поселения — село:

4) в Баймакском районе:

ж) поселка Куянтаево Бекешевского сельсовета;

## Население
| 2002 | 2009  | 2010 |
| ---- | ----- | ---- |
| 994  | ↗1166 | ↘933 |

Национальный состав
Согласно переписи 2002 года, преобладающие национальности: башкиры (60 %), русские (29 %).

## Инфраструктура
Население занято в Баймакском опытно-производственном хозяйстве. 
Есть средняя школа, детский сад, фельдшерско‑акушерский пункт, дом культуры, библиотека.

## Религия
В селе есть мечеть.